# Ostasio I da Polenta
Ostasio I da Polenta (... – Ravenna, 14 novembre 1346) è stato un nobile italiano.
Fu signore di Ravenna dal 1322 fino alla sua morte.

## Biografia
Era figlio di Bernardino da Polenta, signore di Cervia. Nel 1314 fu capitano del popolo a Cesena, città dove il cugino Guido Novello da Polenta ricopriva l'incarico di podestà. Il 20 settembre 1322, approfittando dell'assenza di Guido Novello da Polenta, prese il potere a Ravenna, uccidendo l'arcivescovo Rinaldo da Polenta. Quattro anni più tardi Ostasio uccise lo zio Bannino da Polenta, che deteneva il potere a Cervia, assumendo da allora anche la signoria di quella città.
Ostasio fu anche un mecenate delle arti e ospitò Giovanni Boccaccio nella sua corte (1345-1346).
Papa Benedetto XII legittimò il suo potere con il titolo di vicario papale, ma subito dopo Ostasio morì, presumibilmente assassinato da suo figlio Bernardino.